# 铰链

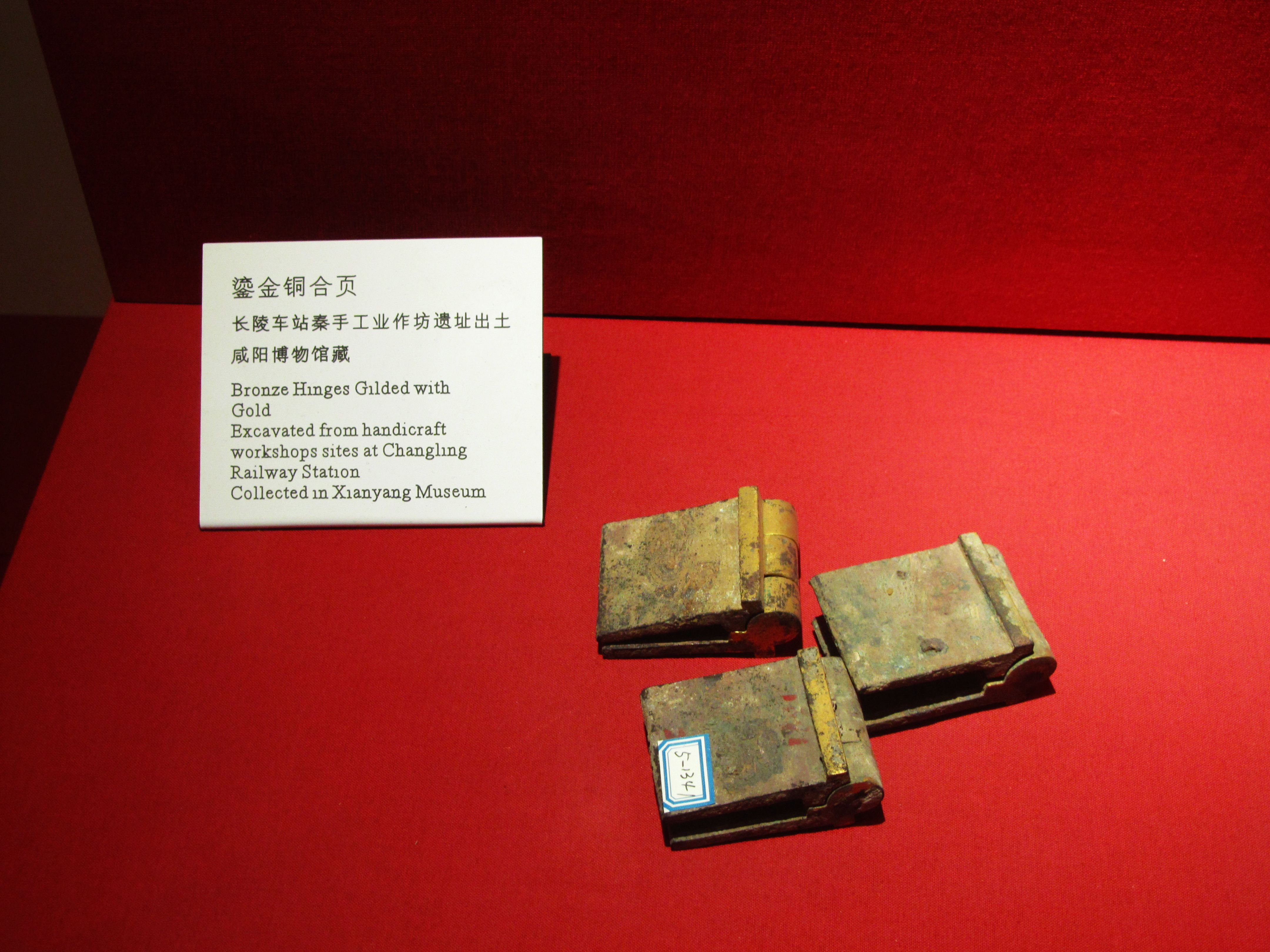
鎏金铜合页，长陵车站秦手工业作坊遗址出土，咸阳博物馆藏。

铰链（英語：hinge），又称合页、合叶，是用来连接两个固体，使两者之间可做转动的机械装置。铰链可由可移动的组件构成，或者由可折叠的材料构成。最常见的铰链是门窗上安装的铰链。